# セヴロニ・モセナカギ
セヴロニ・モセナカギ（Sevuloni Mocenacagi、1990年6月29日 - ）は、フィジーのラグビー選手。

## プロフィール
- フィジーヌクイラウ出身[1]。
- ポジションはセンター(CTB)。
- 身長 194cm、体重 92kg

## 略歴
2022年、ラグビーワールドカップセブンズ2022の7人制フィジー代表に選ばれて優勝に貢献。
2024年、2024パリ五輪の7人制フィジー代表に選ばれて銀メダル獲得。